# Protoneura aurantiaca
Protoneura aurantiaca är en trollsländeart som beskrevs av Selys 1886. Protoneura aurantiaca ingår i släktet Protoneura och familjen Protoneuridae. IUCN kategoriserar arten globalt som livskraftig. Inga underarter finns listade i Catalogue of Life.